# Tolljärv
Tolljärv är en sjö i södra Estland. Den ligger i kommunen Hummuli vald i Valgamaa, 190 km söder om huvudstaden Tallinn. Tolljärv ligger 78 meter över havet. Dess storlek är 0,037 kvadratkilometer.
Trakten ingår i den hemiboreala klimatzonen. Årsmedeltemperaturen i trakten är 3 °C. Den varmaste månaden är juli, då medeltemperaturen är 18 °C, och den kallaste är januari, med −12 °C.